# Эмпресс оф Скотланд (1905)
«Эмпресс оф Скотланд» (англ. RMS Empress of Scotland), первоначально «Кайзерин Августа Виктория» (нем. SS Kaiserin Auguste Victoria) — океанский лайнер, построенный в 1905—1906 годах на верфи Vulcan в Штеттине (ныне Щецин, Польша) для компании Hamburg America Line. Лайнер стал самым большим пассажирским судном в мире, имея тоннаж более 24 000 регистровых тонн и оставался таковым до появления в 1907 году «Лузитании» компании Cunard Line.
Судно регулярно курсировало между Гамбургом и Нью-Йорком до начала войны в Европе в 1914 году. В конце войны под флагом США на нём возвращались американские войска из Европы в Соединенные Штаты. В течение короткого времени использовалось компанией Cunard Line под флагом Великобритании на линии между Ливерпулем и Нью-Йорком.
В 1921 году лайнер был переоборудован для компании Canadian Pacific Steamships и получил наименование «Эмпресс оф Скотланд», став первым из двух кораблей компании, носивших это имя (второй был построен в 1930 году под названием «Эмпресс оф Джапан», но в 1942 году был переименован после нападения Японии на США).
Судно закончило службу в 1930 году и было продано на металлолом. Во время разборки оно загорелось, раскололось надвое и затонуло. Обломки корпуса были подняты и утилизированы.

## История службы
Лайнер «Кайзерин Аугусте Виктория» был построен штеттинской верфью компании Vulcan1905—1906 годах. Судно заказала расширявшаяся компания Hamburg America Line.
Заложено под заводским обозначением № 264. Первоначально судно планировалось назвать «Европа» (нем. SS Europa); по аналогичному проекту компанией Harland and Wolff в Белфасте для Hamburg America Line строился лайнер «Америка» (нем. SS Amerika), однако его размер был примерно на 2000 регистровых тонн меньше. Спуск «Европы» на воду состоялся 29 августа 1905 года.
Императрица Германии Августа Виктория Шлезвиг-Гольштейн разрешила назвать судно в свою честь и участвовала в церемонии наречения.
Судно имело тоннаж 24 581 регистровая тонна, длину 206,5 м, ширину 23,6 м. На нём было установлено две трубы, четыре мачты, парные гребные винты. Лайнер развивал среднюю скорость 18 узлов (33 км/ч). Пассажировместимость составляла 472 человека в первом классе, 174 человека во втором классе, 212 пассажиров в третьем классе и 1608 пассажиров в четвертом классе.
Лайнер «Кайзерин Августа Виктория» отправился в первый рейс из Гамбурга в Дувр, Шербур и Нью-Йорк 10 мая 1906 года под командованием капитана Ганса Рузера (нем. Hans Ruser). В дальнейшем он регулярно курсировал между Гамбургом и Нью-Йорком.
В 1910 году пилот Джон Маккарди хотел использовать лайнер для первого в мире полета с корабля на берег. На судне была установлена специальная платформа, чтобы обеспечить взлёт самолета Маккарди. Однако после того как его соперник Юджин Эли успешно перелетел с палубы корабля «Бирмингем» на берег неподалёку от Хэмптон-Роудс, штат Виргиния, лайнер вернулся к обычному облику.
В июне 1914 года лайнер «Кайзерин Августа Виктория» совершил последний рейс под немецким флагом, перевезя пассажиров из Гамбурга в Саутгемптон, Шербур, Нью-Йорк и обратно в Гамбург.

### Первая мировая война
Во время Первой мировой войны лайнер оставался в порту Гамбурга. В марте 1919 года он был передан Великобритании. Судно было зафрахтовано Управлением судоходства США и направлено на перевозку американских войск из Франции в Соединенные Штаты. Всего судно выполнило пять таких переходов.

### После войны
14 февраля 1920 года лайнер выбыл из состава ВМС США и был зафрахтован компанией Cunard Line. «Кайзерин Августа Виктория» поставили на линию между Ливерпулем и Нью-Йорком.
13 мая 1921 года лайнер был продан компании Canadian Pacific Steamships и переименован в «Эмпресс оф Скотланд». Судно было переоборудовано для перевозки 459 пассажиров первого класса, 478 пассажиров второго класса и 960 пассажиров третьего класса. Двигательная установка переведена на мазут.
22 января 1922 года «Эмпресс оф Скотланд» отправилась в первый рейс из Саутгемптона в Нью-Йорк. 22 апреля 1922 года судно совершило свой второй трансатлантический рейс по маршруту Саутгемптон — Шербур — Квебек. 14 июня 1922 года его поставили на линию Гамбург — Саутгемптон — Шербур — Квебек. В 1923 году в порту Гамбурга произошло столкновение «Эмпресс оф Скотланд» с «Бонусом».
В 1926 году лайнер снова переоборудовали, введя каюты туристического класса. В 1927 году после очередного ремонта каюты второго класса были исключены. 11 октября 1930 года лайнер «Эмпресс оф Скотланд» совершил свой последний рейс из Саутгемптона в Шербур и Квебек.
После выхода на линию лайнера «Эмпресс оф Бритн», «Эмпресс оф Скотланд» был продан на металлолом. На месте утилизации в Блайте 10 декабря 1930 года на судне случился пожар. Лайнер раскололся надвое и затонул. Позже куски корпуса были подняты, и к 1933 году утилизация была полностью завершена.